# Paolo Rosola
Paolo Rosola (* 5. Februar 1957 in Gussago, Region Lombardei) ist ein ehemaliger italienischer Radrennfahrer und Teammanager. Er ist mit Paola Pezzo verheiratet und beide haben zwei gemeinsame Söhne.

## Karriere
Paolo Rosola wurde 1978 im Team von Franco Cribiori Profi. 1981 erzielte Rosola seine ersten Etappensieg beim Giro d’Italia und somit bei einer Grand Tour. 1983 konnte Rosola die dritte Etappe beim Giro d’Italia gewinnen und trug daraufhin das Maglia Rosa für zwei Tage. Zwei weitere Etappensiege auf der 15. und 18. Etappen folgten. 1984 erzielte Rosola mit Platz 4 seine beste Platzierung bei Mailand-Sanremo. Bei Giro d’Italia wiederholte er den Etappensieg und erreichte zwei weitere zweite Etappenränge. 1985 beendete er die 9. und 18. Etappe als Sieger. 1986 gewann er zwar keine Etappe beim Giro d’Italia wurde jedoch Dritter in der Punktewertung. Beim Giro d’Italia 1987 beendete er, seinen Etappensiege (3) mit eingeschlossen, achtmal unter den Top 3 auf den jeweiligen Etappen. Außerdem wurde er Zweiter in der Punktewertung. 1989 wurde er Sechster bei den Wincanton Classic. Nach der Saison 1990 beendete er seine Karriere als Profi.
Ab 1993 arbeitete Rosola als Manager beim Team Mecair–Ballan und blieb hier bis 1996. 1999 und 2001 unterstützte er das MTB-Team Full-Dynamix als Teammanager. Vom Mountainbikesport wechselte er 2006 wieder zum Straßenradsport und arbeitete für das Frauenteam Saccarelli-EMU-Marsciano. Ab 2016 bis 2018 unterstützte er die russische Equipe Gazprom-RusVelo. Nach 2018 beendete er seine Managertätigkeiten.

## Erfolge
1981
- eine Etappe Giro d’Italia

1983
- drei Etappen Giro d’Italia

1984
- eine Etappe Giro d’Italia
- Mailand-Turin

1985
- zwei Etappen Giro d’Italia
- eine Etappe Dänemark-Rundfahrt

1986
- eine Etappe Tour de Suisse
- eine Etappe Settimana Internazionale Coppi e Bartali

1987
- drei Etappen Giro d’Italia
- eine Etappe Vuelta a España
- vier Etappen Coors Classic
- eine Etappe Settimana Internazionale Coppi e Bartali

1988
- eine Etappe Giro d’Italia
- eine Etappe Dänemark-Rundfahrt

1989
- Grosser Preis des Kantons Aargau
- eine Etappe Andalusien-Rundfahrt

### Grand-Tour-Platzierungen
| Grand Tour            | 1978 | 1979 | 1980 | 1981 | 1982 | 1983 | 1984 | 1985 | 1986 | 1987 | 1988 | 1989 | 1990 |
| --------------------- | ---- | ---- | ---- | ---- | ---- | ---- | ---- | ---- | ---- | ---- | ---- | ---- | ---- |
| Vuelta a EspañaVuelta | –    | –    | –    | –    | –    | –    | –    | –    | –    | DNF  | –    | –    | –    |
| Giro d’ItaliaGiro     | 82   | 109  | –    | 103  | DNF  | 111  | 94   | 129  | 117  | 126  | 102  | 127  | 139  |